# Old Bushmills Distillery

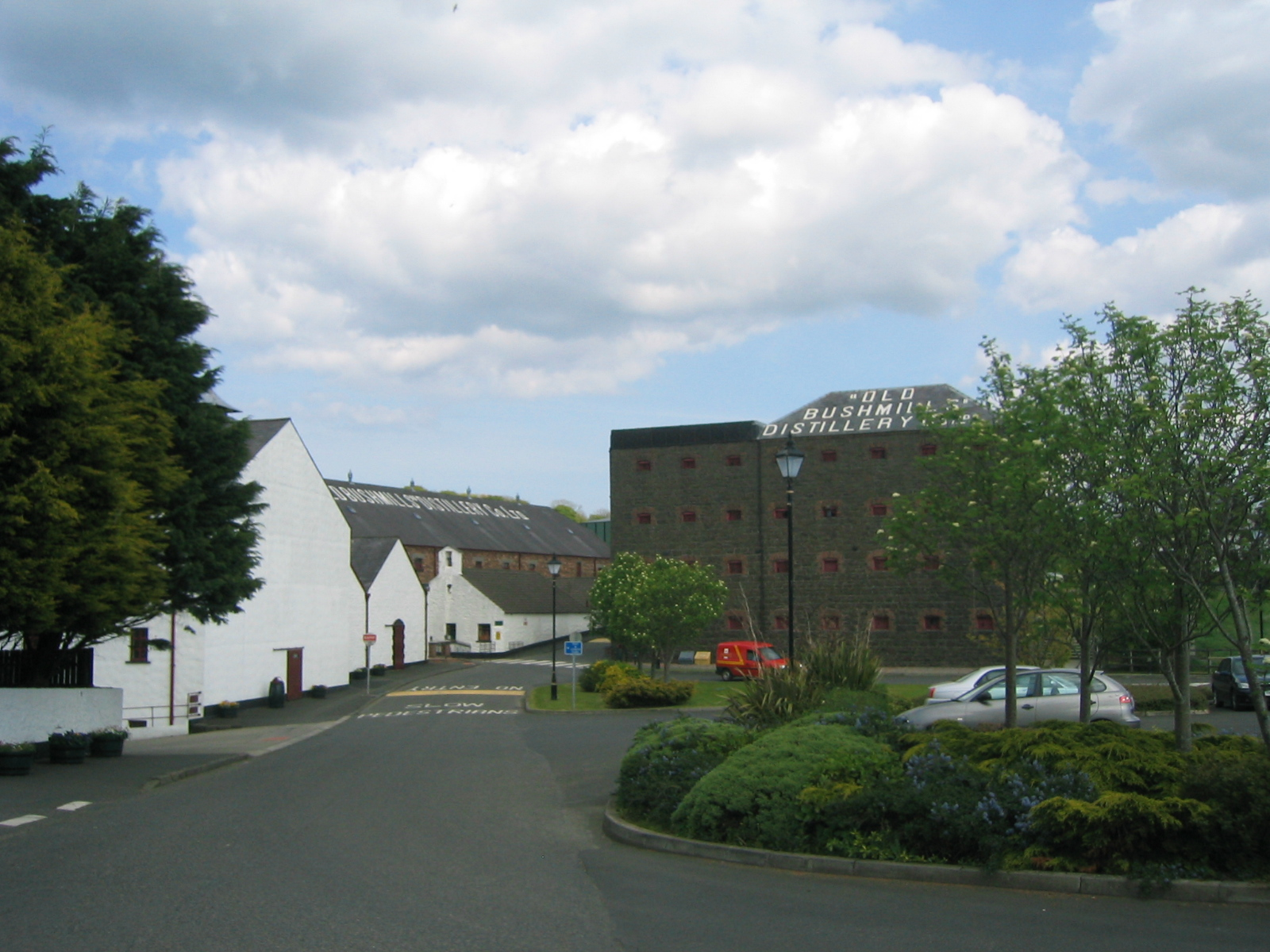
Old Bushmills Distillery.

Old Bushmills Distillery Company är en nordirländsk whiskeyproducent som grundades 1784 av Hugh Anderson. Ägare till företaget är, sedan 2014 den Mexikanska tequilaproducenten Casa Cuervo, Tidigare ägare av Bushmills har bland annat varit Diaego och Pernod Ricard. Under många år hade destilleriets flaskor etableringsåret 1784 på etiketterna på sina flaskor. På senare år har dock man bytt uttrycket established 1784 till Licensed to distill 1608. Orsaken till detta är att Bushmills PR-avdelning kommit tagit del av historiska dokument som konfirmerar att Kung Jakobs guvernör av Irland (Sir A Chichester) gav markägaren Sir Thomas Phillips den 20/4 1608 en 7-årig licens att destillera alkohol på det geografiska område som Hugh Anderson 175 år senare startade sitt destilleri. Det finns därför kritiker som hävdar att detta är en ren och skär marknadsföringsbluff från Bushmills sida då själva destilleriet startades först 175 år senare och bara för att markområdet haft en tidigare licens kan man inte hävda att detta medför att destilleriets ålder skall räknas likadant. Dessutom var det ju bara en 7 årig licens som tilldelades området och den upphörde sålunda den 20/4 1615. Slutligen var det dessutom som så att dessa 7-årslicenser delades ut på många ställen på Irland 1608. Det område där Cooley distillery ligger fick sin 7-årslicens 23/3 1608 och med denna argumentationsteknik skulle Midleton distillery kunna hävda sig vara världens äldsta destilleri då deras markområde fick sin 7-årslicens den 10/1 1608. Trots detta har Bushmills marknadsföringskampanj varit så effektiv när de hävdar att de är världens äldsta destilleri att tom Bank of Ireland till minne av att det år 2008 var "400 år" sedan Bushmills "grundades" gav  ut tre sedlar med fabriksbyggnaden på baksidan, dessa sedlar är av valörerna 5, 10 och 20 pund. Påståendet att Bushmills är världens äldsta whiskydestilleri är med andra ord långt ifrån självklart.